# Unska proga
Unska železnica je del železniške povezave med Zagrebom in Splitom, ki poteka ob reki Uni, deloma po ozemlju Hrvaške, deloma pa Bosne in Hercegovine. Železnica pri tem med Bihaćem in Kninom večkrat prečka reko Uno, ki je na tem delu meddržavna meja med Hrvaško ter Bosno in Hercegovino. Zaradi vojnega opustošenja tega dela proge ni več mogoče v celoti prevoziti z vlakom; promet na južnem delu proge poteka od Knina do Ličke Kaldrme (Hrvaške železnice), na severnem pa trenutno ni v uporabi niti od Novega Grada (BiH) do Bihaća.

## Zgodovina
Gradnjo železnice na relaciji med Bihaćem in Kninom je maja 1936 začelo francosko podjetje Batignolles (Societe de construction de Bastignolles), ki je pred tem že zgradilo železniške  povezave med Prištino in Pećjo na Kosovu. Po pogodbi o gradnji bi gradnja morala trajati štiri leta od 1. aprila 1936 do 1. aprila 1940. Pri gradnji so kot podizvajalci sodelovala različna podjetja, med njimi Dukić in tovariš iz Ljubljane ter Šojat in Batušić. Zaradi sestave tal je morala proga 18,6 km pred Martin Brodom preiti na levi breg Une, kar je podjetje Batignolles izkoristilo za zahtevo po podaljšanju roka za izgradnjo za dodatni dve leti. Tedanji minister za promet Kraljevine Jugoslavije je odobril 18-mesečno podaljšanje roka brez plačila kazni zaradi zamude. Novi rok (1. december 1941) je z decembrom 1937 omogočil podjetju Batignolles odpuščanje zaposlenih. Začetek druge svetovne vojne je dodatno upočasnilo dela na izgradnji železniške povezave zaradi odhoda francoskih inženirjev.
Pred drugo svetovno vojno je bilo končane za štiri petine proge med Bihaćem in Kninom. Od Knina proti Bihaću je bilo končanih 24 km, od Bihaća proti Kninu pa 25,8 km. Postajni tiri so bili položeni na postajah v Bihaću, Ripaču, Loskunu, Kninu, Drenovcu in Golubiću. Postaviti je bilo treba še za 25 km tirnic in za 12 km pragov.
Proga je bila v uporabo naposled predana 25. decembra 1948, čeprav še ni bila dokončana v celoti.
Leta 1987 so progo elektrificirali in usposobili za hitrosti vlakov do 120 km/h, vendar samo do Knina. Po končanju vojaških spopadov v Bosni in Hercegovini ter na Hrvaškem so Stabilizacijske sile (SFOR) železniško povezavo odprle 11. oktobra 1998 s slovesnostjo v Bosanskem Otoku. Tedaj so progo obnavljale Hrvaške železnice (Hrvatske željeznice) in Železnice Federacije Bosne in Hercegovine (Željeznice Federacije Bosne i Hercegovine). Obnova je bila financirana s sredstvi SFOR. Ocena vrednost Unske proge je 2,5 milijard KM.
Povezava med Zagrebom in Splitom je po tej trasi ob reki Uni za 31,3 km krajša od povezave skozi Liko (Liška proga), ki jo Hrvaške železnice danes uporabljajo kot edino progo med Zagrebom in Splitom.

## Zaključki izgradnje in dolžina posameznih odsekov
Posamezni odseki Unske proge so bili dani v uporabo:
- Sisek – Sunja – Dobrljin, 10. aprila 1882 (47,7 km),
- Bosanski Novi – Dobrljin, 24. junija 1879 (14 km),
- Bosanski Novi – Bosanska Krupa, 4. oktobra 1920, (34 km),
- Bosanska Krupa – Bihać, 17. julija 1924 (32,2 km),
- Bihać – Knin, 29. novembra 1948[2] (112 km).

## Dolžina posameznih odsekov
Dolžini posameznih odsekov proge znašata:
- Bihać – Knin (1951) 111,7 km,
- Sunja – Bihać – Knin (1952) 217,4 km.

### Gradbena dolžina proge
Gradbena dolžina proge znaša:
- Sunja – Volinja – državna meja 21,575 km,
- Državna meja – Ličko Dugo Polje – Knin 59,068 km.

### Poslovna dolžina proge
Poslovna dolžina proge znaša:
- Sunja – Dobrljin (1918) 25,509 km,
- Industrijskih tirov (1918) 1,950 km.

## Železniške postaje in postajališča
Proga je bila kategorizirana kot glavna proga na odseku Sunja – Knin. Obstajajo različne navedbe oddaljenosti posameznih postaj in postajališč za odsek med Ličkim Dugim Poljem in Martin Brodom (Osredci, Gračac 173 ali 174 km, Srb 170 ali 171 km, Begluci 165, Una 162 ali 164 km, Martin Brod 154 ali 156 km.
Podatki se nanašajo na potniški promet. Tovorni promet se opravlja tudi na odseku pod nadzorom Železnice Federacije Bosne in Hercegovine pa tudi na odseku pod nadzorom Železnic Republike Srpske (Željeznice Republike Srpske).
- Bosanski Novi
- Cazin Srbljani
- Bihać
- Ripač
- Loskun
- Kulen Vakuf
- Martin Brod
- Knin

 000 Zagreb → Sisek

 000 Sunja

 005 Hrastovac

 008 Graboštani

 012 Majur

 015 Hrvatska Kostajnica

 020 Volinja

 000 (meja Hrvaška - Bosna in Hercegovina na reki Uni)

 026 Dobrljin

 000 Vodičevo

 033 Ravnice, Bosanski Novi

 000 Poljavnice

 040 Bosanski Novi

 Brezičani → Prijedor → Banja Luka

 000 reka Sana

 043 Vidorija

 049 Rudice

 000 Rakani

 057 Blatna

 065 Bosanska Otoka (Otoka Bosanska)

 068 Drenova Glavica

 000 reka Una

 000 Podvran

 075 Bosanska Krupa

 000 reka Una

 086 Grmuša

 096 Cazin Srbljani (Cazin-Srbljani)

 102 Pokoj

 106 Bihać

 111 Pritoka

 114 Ripač

 118 Račić

 000 reka Una

 (meja Bosna in Hercegovina - Hrvaška)

 125 Loskun (znotraj Hrvaške)

 132 Štrbački Buk (znotraj Hrvaške)

 135 Kestenovac (znotraj Hrvaške)

 (meja Hrvaška - Bosna in Hercegovina)

 141 Bušević (postaja v Bosni in Hercegovini, naselje na Hrvaškem)

 145 Kulen Vakuf

 000 Palučci

 154 Martin Brod (carinska izpostava)

 000 reka[Una

 000 reka Krka

 (meja Hrvaška - Bosna in Hercegovina)

 162 postaja Una

 165 Begluci

 (meja Bosna in Hercegovina - Hrvaška)

 170 Srb (Bosanski Osredci-Srb; nekdaj Rađenović-Srb)

 (meja Hrvaška - Bosna in Hercegovina)

 173 Osredci

 178 Ličko Dugo Polje

 182 Lička Kaldrma

 Lička Kaldrma – Drvar – Srnetica (→ Jajce) – Prijedor

 186 Lički Tiškovac

 190 Ševina Poljana

 194 Bosanski Drenovac (glej Drenovac Osredački)

 201 Strmica

 205 Komalić

 209 Golubić

 218 Knin

 000 Drniš → Perković → Split